# Karoline Simpson-Larsen
Karoline Simpson-Larsen, född 4 augusti 1997 i Rollag i Buskerud fylke, är en norsk längdskidåkare. Simpson-Larsen studerar idrottsvetenskap på Høgskolen i Innlandet i Lillehammer. 